# David Ambartsumyan
Pour les articles homonymes, voir Ambartsumian.
David Ambartsumyan (en russe : Дави́д Григо́рьевич Амбарцумя́н ; en arménien : Դավիթ Համբարձումյան ; parfois orthographié Hambartsumyan ou Hambardsumyan), né le 24 juin 1956 à Kapan (République socialiste soviétique d'Arménie) et mort le 11 janvier 1992 à Erevan (Arménie), est un plongeur soviétique et arménien.

## Biographie
Spécialiste du plongeon à la plate-forme de 10 mètres, il est sélectionné dans l'équipe soviétique pour les Jeux olympiques de 1972 à Munich, puis ceux de 1976 à Montréal, sans réussir à monter sur le podium. Après avoir remporté la médaille d'argent aux Championnats d'Europe de 1977 à Jönköping, il participe aux Jeux olympiques de 1980 à Moscou, où il prend la troisième place du concours, derrière son compatriote Alexander Portnov et le Mexicain Carlos Girón.
Il obtient ensuite la médaille d'or aux Championnats d'Europe de 1981 à Split puis à ceux de 1983 à Rome.
Il meurt d'un arrêt cardiaque à 35 ans.